# Juan Cruz Mascia
Juan Cruz Mascia Payssé (Montevideo, Uruguay, 3 de enero de 1994) es un futbolista uruguayo. Juega de centrodelantero.

## Trayectoria
Empezó su carrera futbolística en el Christian Brothers College, donde jugó a partir de los 6 años desempeñándose como un 10 de creación. Luego jugó en el Carrasco Lawn Tennis donde Coito lo vio y lo llamó a la selección juvenil sub-15, para eso debía jugar en un club de la AUF, a raíz de eso fichó por Miramar Misiones. Integró la selección de Montevideo a edad muy joven y se notaba su talento nato desde el baby-fútbol. A los 15 años viajó a Europa para probarse como jugador para las ligas menores en el Atlético de Madrid, pero a pesar de ser aceptado, regresó a Uruguay por decisión propia y paso a integrar la selección nacional Sub-15. Fue pretendido por clubes europeos como el Chelsea e Inter de Milán. Inclusive Zinedine Zidane lo elogió durante una visita a Uruguay.
Su primer club fue Miramar Misiones, donde realizó las divisiones formativas.
Su debut en Primera División fue a los 17 años contra Danubio el 20 de febrero del 2011, entrando en el minuto 64. Su primer gol con Miramar Misiones fue el 22 de diciembre del 2011 a Deportivo Maldonado en la temporada 2011–12 de la Segunda División, a la cual su equipo había descendido.

### Nacional
En enero de 2012, Mascia (con 18 años) fue transferido al Club Nacional de Football, que compró porcentaje de su pase al elenco cebrita. En Nacional, Juan Cruz debió jugar en sus divisiones formativas hasta debutar en el primer equipo el día 17 de abril de 2013, en Guayaquil (Ecuador) enfrentando al Barcelona local por la Copa Libertadores 2013. Mascia ingresó a los 80 minutos sustituyendo a Renato César.

## Selección nacional juvenil
En marzo de 2009 ingresó a la Selección juvenil de fútbol de Uruguay y participó del sudamericano Sub-15 que se dio lugar en noviembre. En este campeonato anotó tres goles, uno a Ecuador, otro a Brasil y uno a Argentina.
Ha sido internacional también con la Selección Sub-17 uruguaya en varias ocasiones y disputó el Sudamericano Sub-17 de Ecuador 2011 de la categoría en el que se consagró goleador con 6 conversiones. Más tarde participó en la Copa Mundial de Fútbol Sub-17 de 2011, en la cual sufrió una lesión de rodilla habiendo jugado solamente dos partidos y anotado un gol.
| Torneo                      | Sede    | Resultado  | Partidos | Goles |
| --------------------------- | ------- | ---------- | -------- | ----- |
| Sudamericano Sub-15 de 2009 | Bolivia | 4º Puesto  | 6        | 3     |
| Sudamericano Sub-17 de 2011 | Ecuador | Subcampeón | 7        | 6     |
| Copa Mundial Sub-17 de 2011 | México  | Subcampeón | 2        | 1     |

## Clubes
| Club               | País      | Año         | Partidos | Goles | Asistencias | Promedio |
| ------------------ | --------- | ----------- | -------- | ----- | ----------- | -------- |
| Miramar Misiones   | Uruguay   | 2011 - 2012 | 6        | 1     | 0           | 0,16     |
| Nacional           | Uruguay   | 2012 - 2014 | 23       | 7     | 1           | 0,34     |
| Wanderers (cedido) | Uruguay   | 2015        | 14       | 0     | 1           | 0,07     |
| Nacional           | Uruguay   | 2015 - 2016 | 6        | 0     | 0           | 0,00     |
| El Tanque Sisley   | Uruguay   | 2017 - 2018 | 10       | 2     | 1           | 0,30     |
| Plaza Colonia      | Uruguay   | 2018        | 15       | 8     | 0           | 0,53     |
| NorthEast United   | India     | 2018 - 2019 | 15       | 3     | 0           | 0,40     |
| Chacarita          | Argentina | 2019        | 9        | 0     | 0           |          |
| Plaza Colonia      | Uruguay   | 2020-2022   |          |       |             |          |
| Xinabajul          | Guatemala | 2022        |          |       |             |          |
| Plaza Colonia      | Uruguay   | 2023        |          |       |             |          |
| Sud América        | Uruguay   | 2023        |          |       |             |          |
| Plaza Colonia      | Uruguay   | 2024        |          |       |             |          |

## Palmarés

### Torneos nacionales
| Título              | Club          | País    | Año     |
| ------------------- | ------------- | ------- | ------- |
| Torneo Apertura     | Nacional      | Uruguay | 2014    |
| Campeonato Uruguayo | Nacional      | Uruguay | 2014-15 |
| Campeonato Uruguayo | Nacional      | Uruguay | 2016    |
| Torneo Apertura     | Plaza Colonia | Uruguay | 2021    |

### Torneos internacionales
| Título               | Club           | Sede   | Año  |
| -------------------- | -------------- | ------ | ---- |
| Juegos Panamericanos | Uruguay Sub-22 | Canadá | 2015 |

### Distinciones individuales
| Distinción                                        | Año  |
| ------------------------------------------------- | ---- |
| Máximo goleador del Sudamericano Sub-17 (6 goles) | 2011 |

## Familia
Mascia es hijo de padre argentino y madre uruguaya. Tiene tres hermanos: Catalina, Bautista (cantante en la banda de cumbia pop Toco Para Vos, y ganador de la undécima temporada del show de telerrealidad Gran Hermano Argentina) y Franco (también futbolista, y participante en el reality).